# Springbrook (Dakota du Nord)
Pour les articles homonymes, voir Springbrook (homonymie).
La ville de Springbrook ou Spring Brook est située dans le comté de Williams, dans l’État du Dakota du Nord, aux États-Unis.

## Démographie
| 1920 | 1930 | 1940 | 1950 | 1960 | 1970 |
| ---- | ---- | ---- | ---- | ---- | ---- |
| 93   | 105  | 77   | 51   | 35   | 27   |

| 1980 | 1990 | 2000 | 2010 | - | - |
| ---- | ---- | ---- | ---- | - | - |
| 52   | 29   | 26   | 27   | - | - |

## Source
- (en) Cet article est partiellement ou en totalité issu de l’article de Wikipédia en anglais intitulé « Springbrook, North Dakota » (voir la liste des auteurs).